# Lista utworów Hey

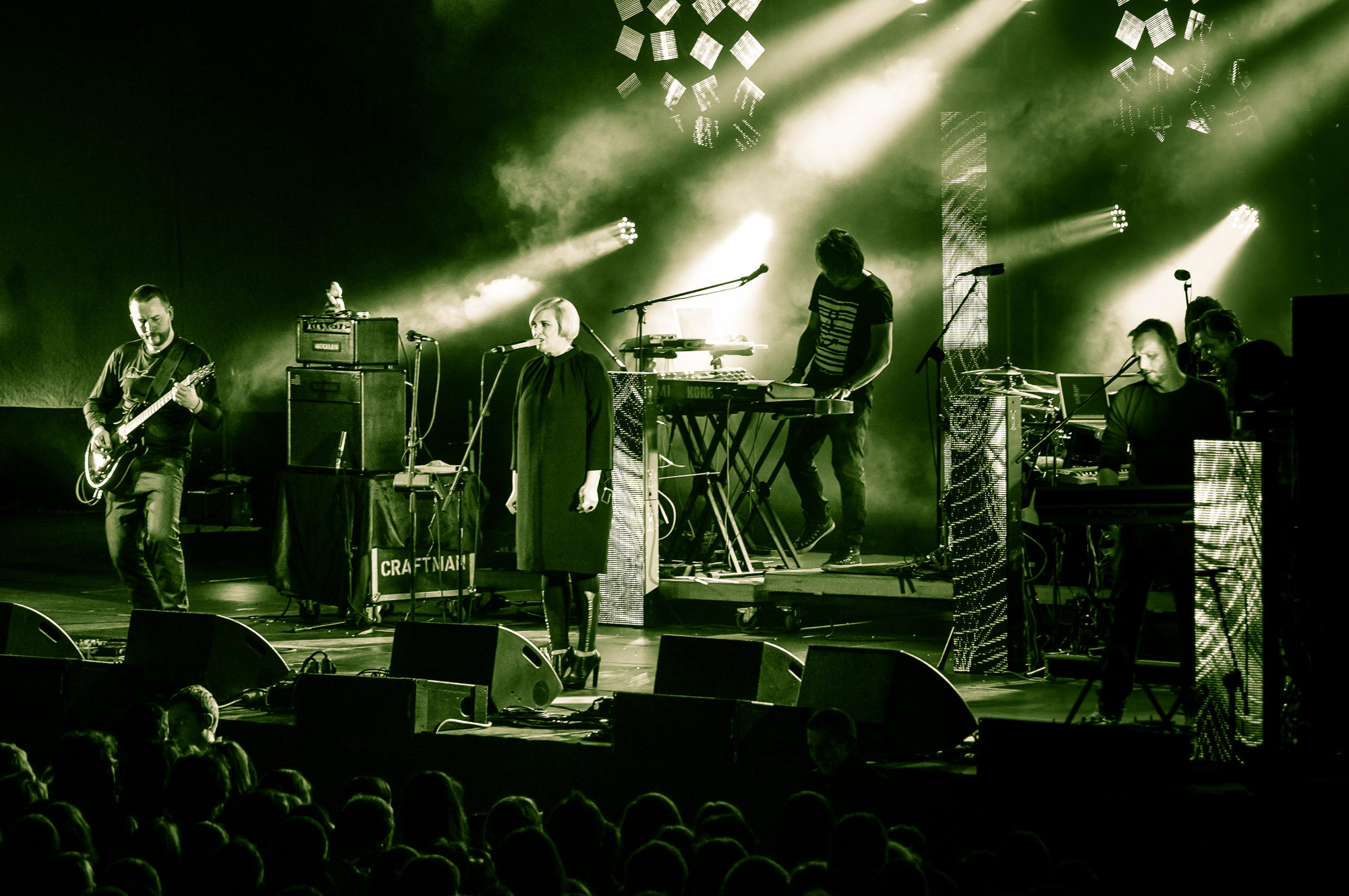
Hey podczas koncertu w 2013

Lista utworów Hey – lista opublikowanych utworów muzycznych wykonywanych przez polski rockowy zespół muzyczny Hey, założony w 1992 w Szczecinie. Piosenki zostały podzielone na trzy grupy: polskojęzyczne, anglojęzyczne i instrumentalne.
Lista zawiera informacje o kompozytorach, autorach tekstów, albumach bądź minialbumach i latach wydania. Wyszczególnione zostały wszystkie różne opublikowane nagrania tych samych utworów.

## Lista utworów

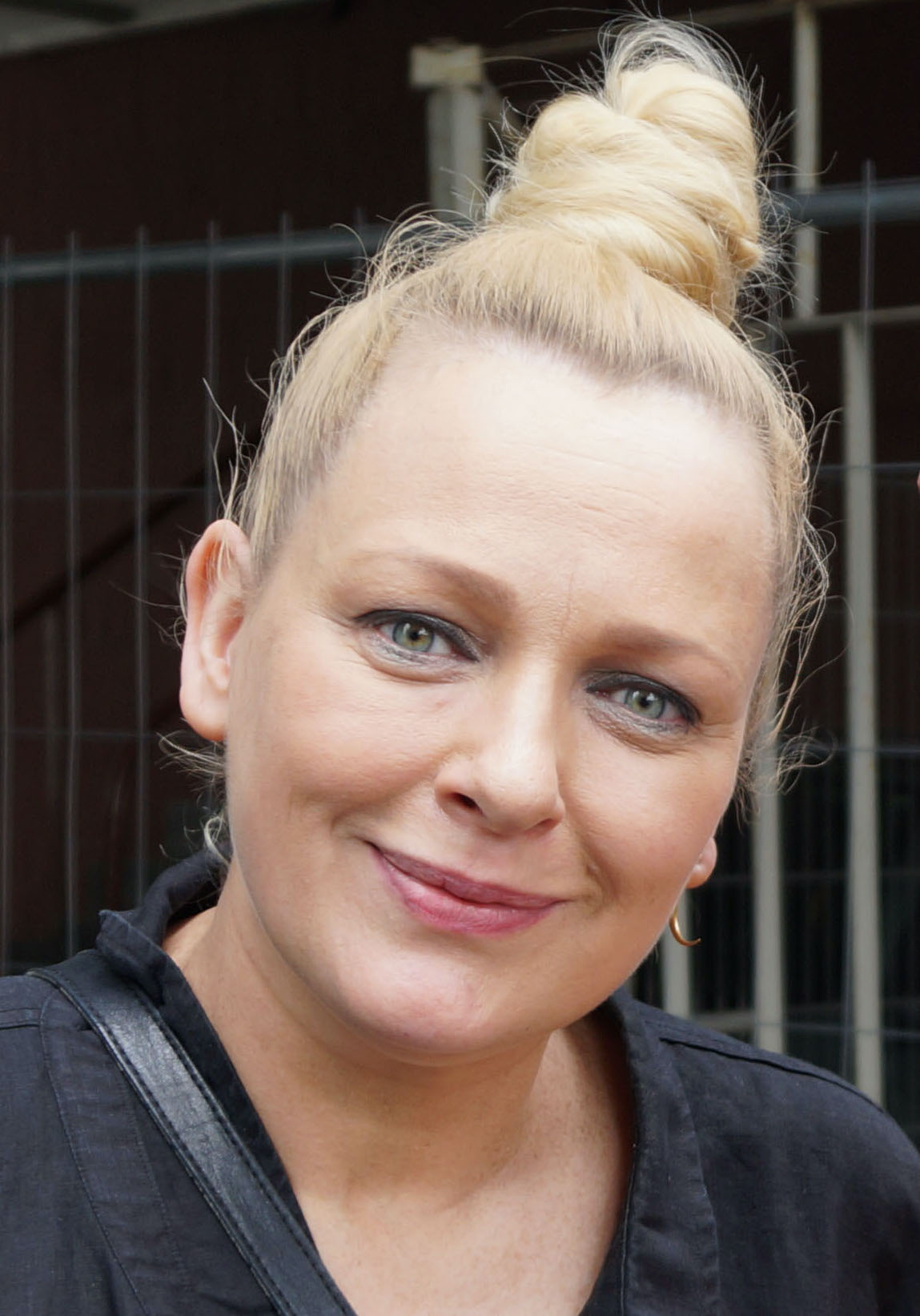
Katarzyna Nosowska, wokalistka, autorka prawie wszystkich tekstów i kompozytorka wybranych utworów

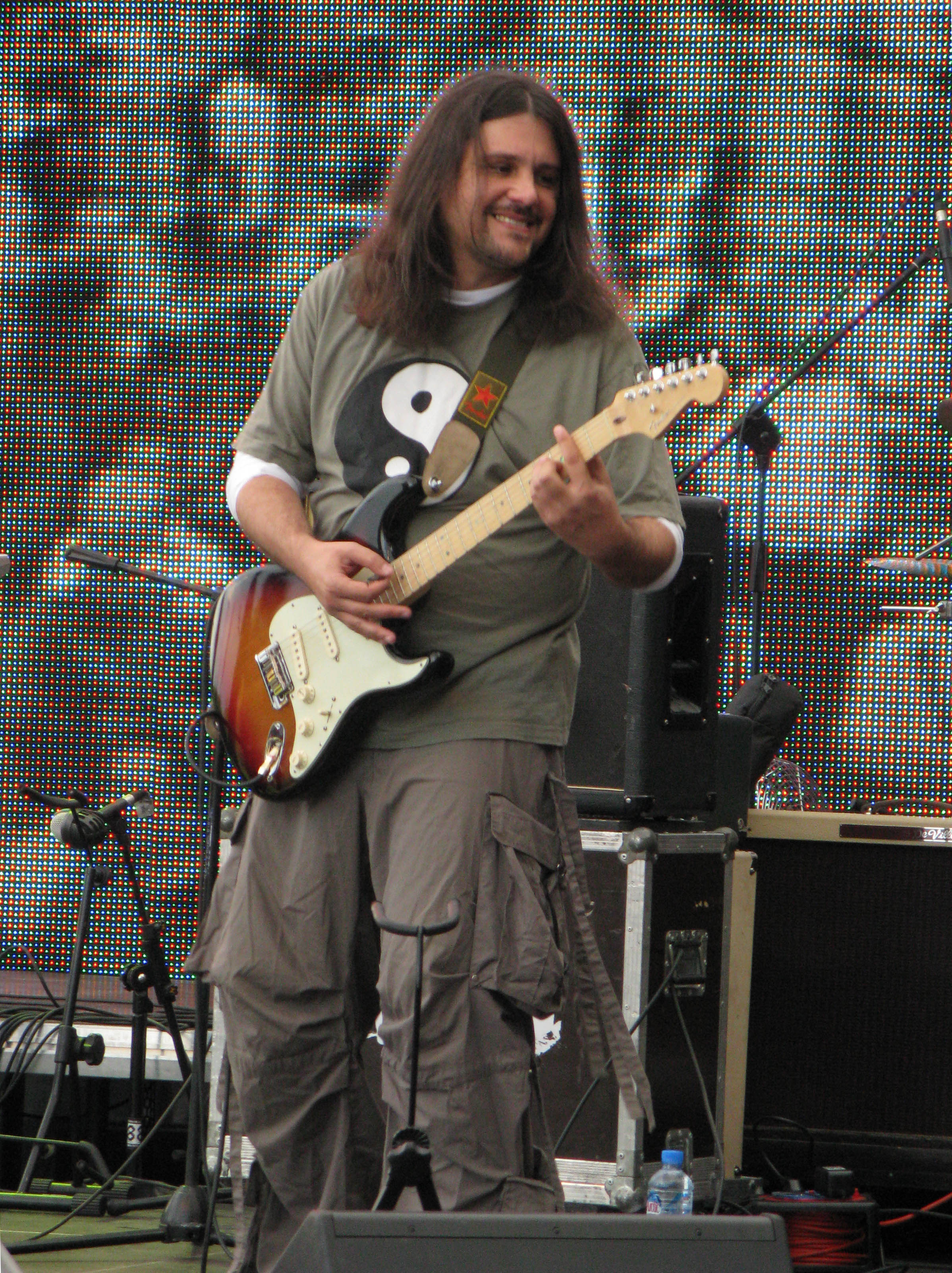
Piotr Banach, gitarzysta i kompozytor wybranych utworów

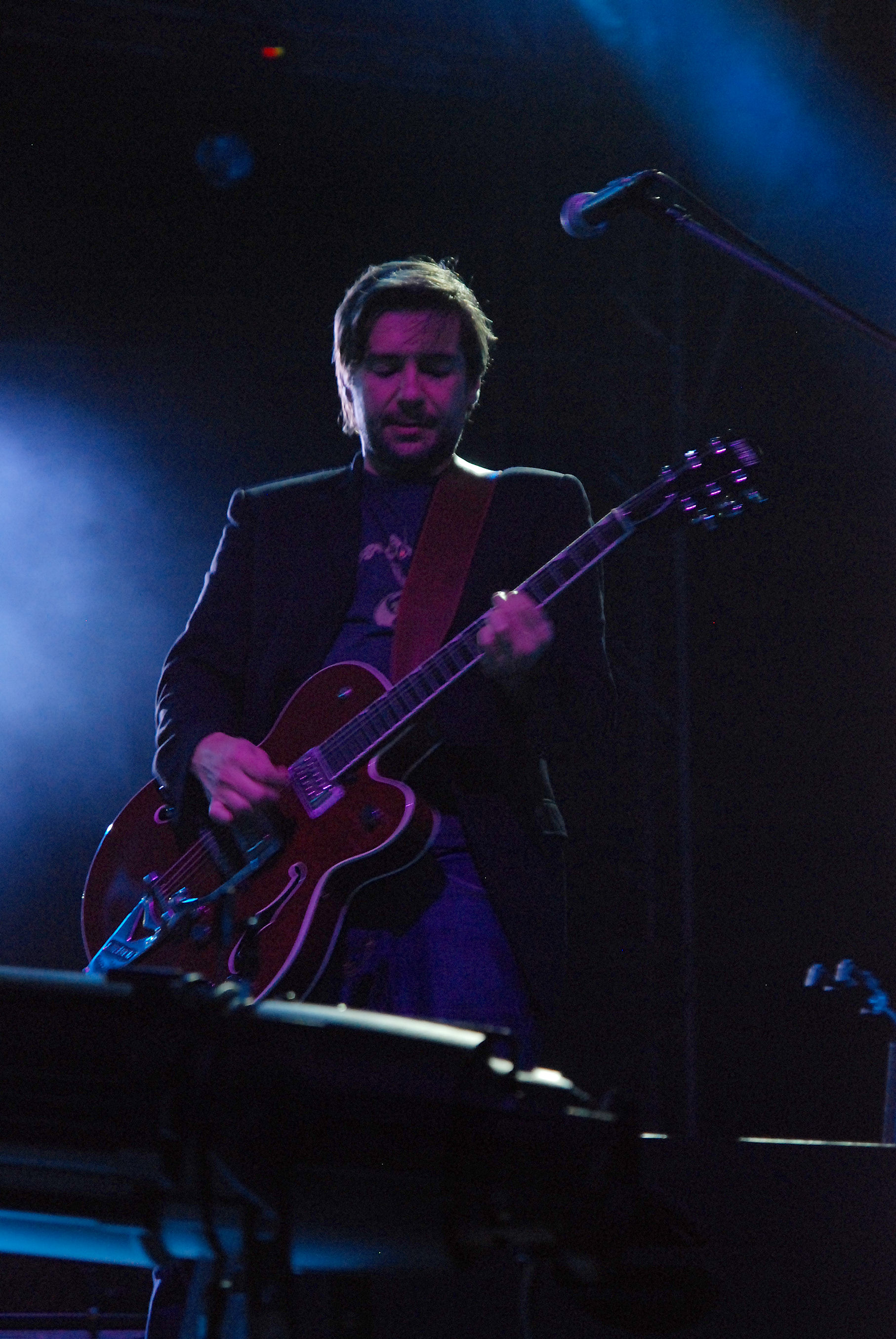
Paweł Krawczyk, gitarzysta i kompozytor wybranych utworów

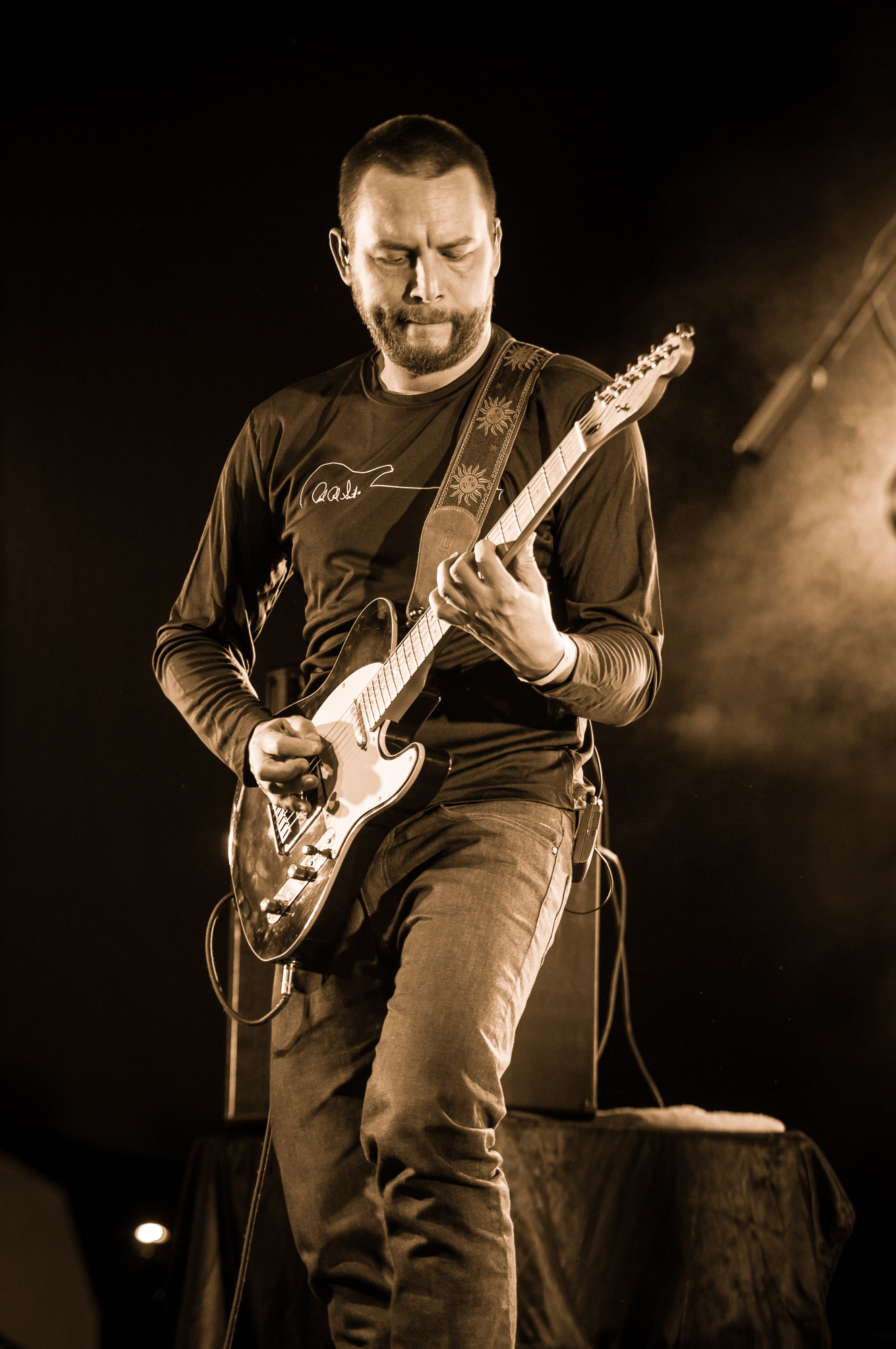
Marcin Żabiełowicz, gitarzysta i kompozytor wybranych utworów

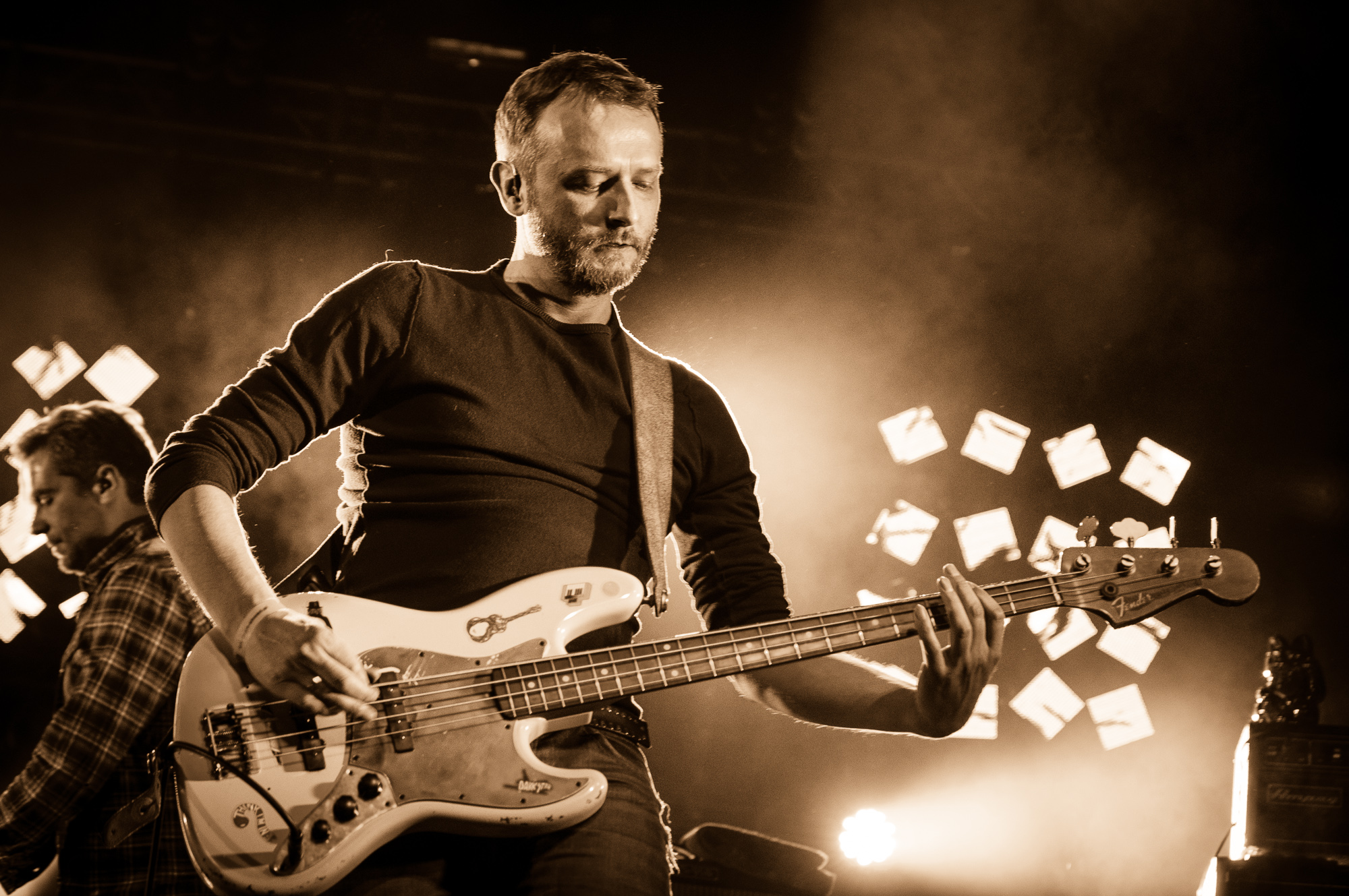
Jacek Chrzanowski, basista i kompozytor wybranych utworów

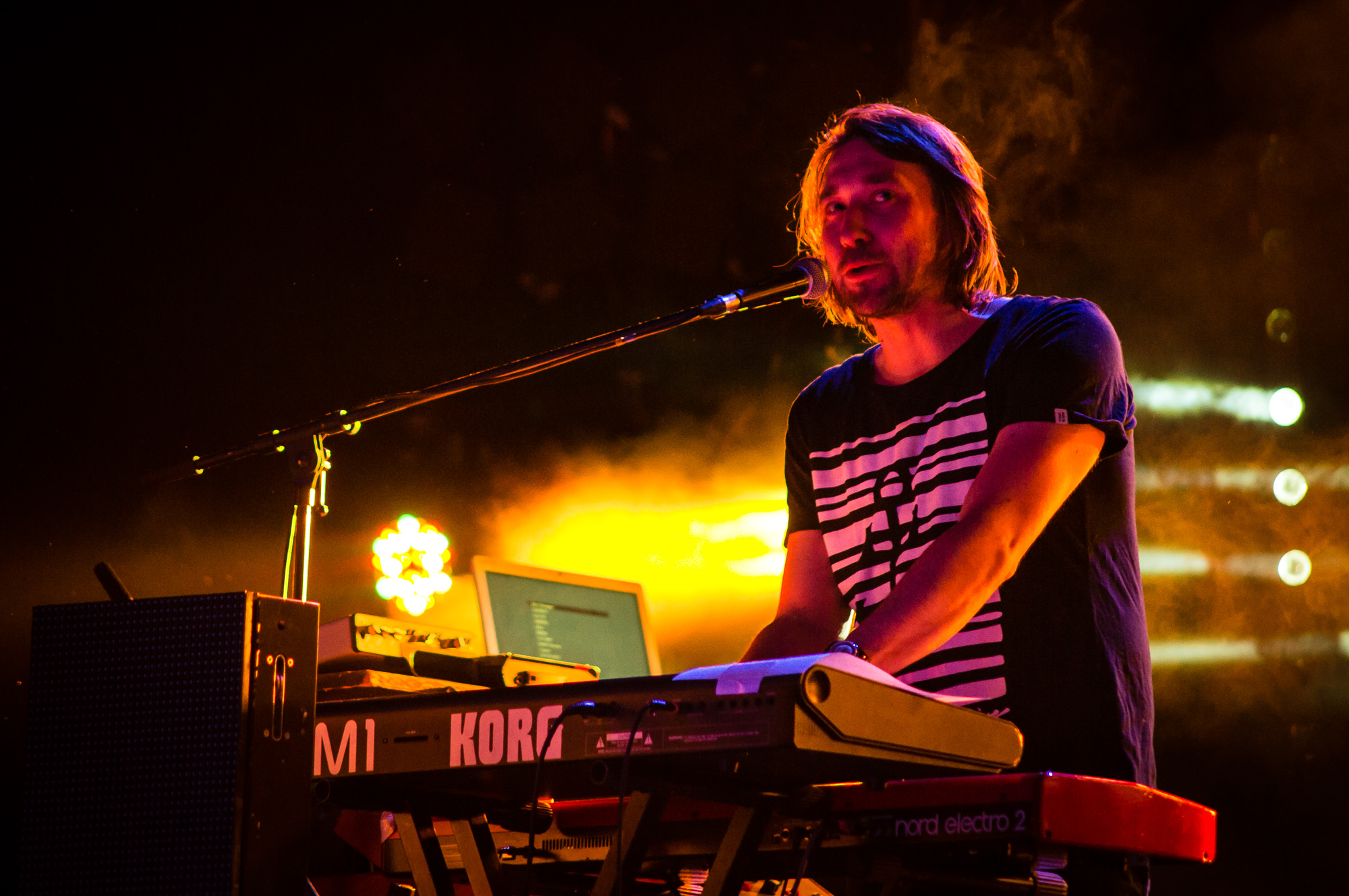
Marcin Zabrocki, klawiszowiec i kompozytor wybranych utworów

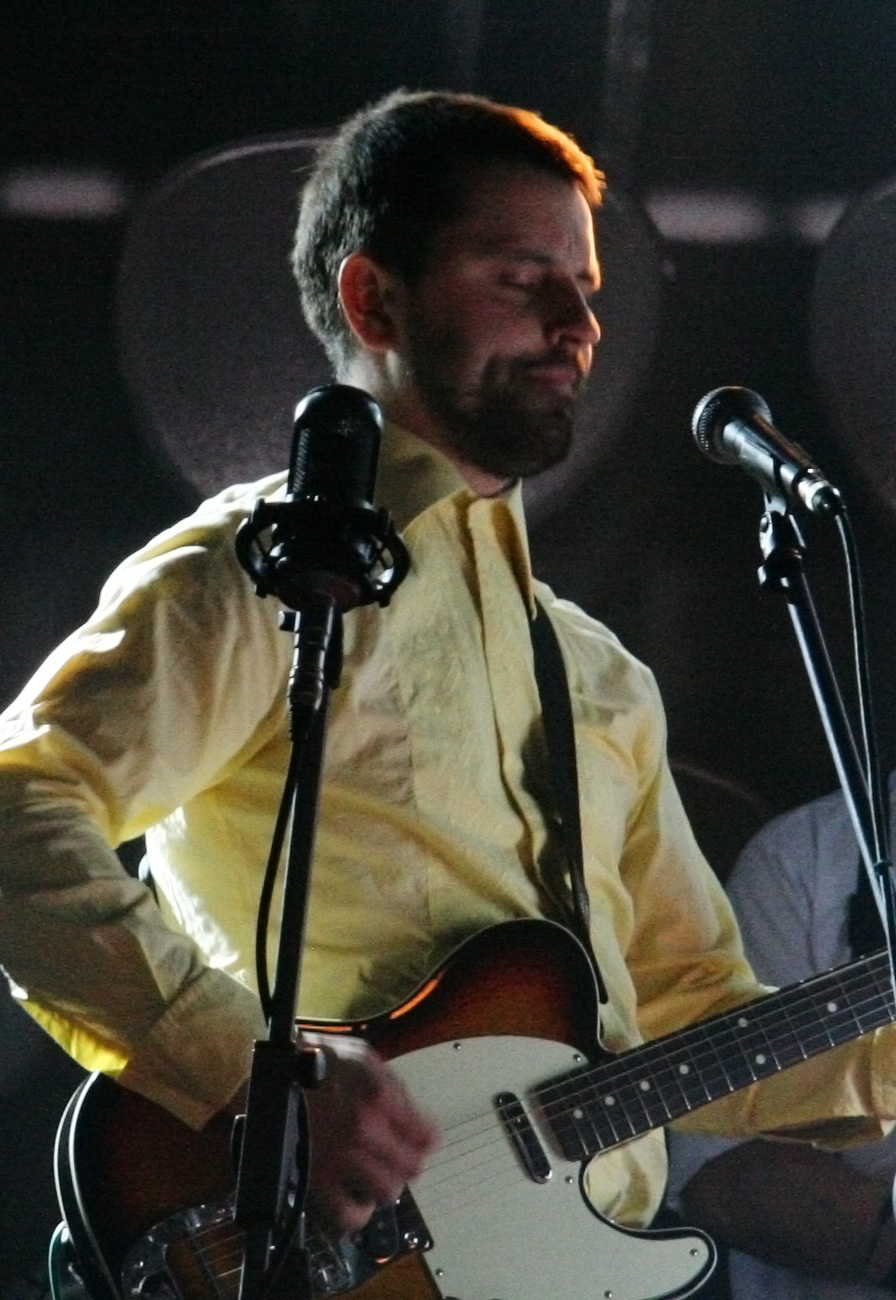
Marcin Macuk, klawiszowiec i kompozytor wybranych utworów

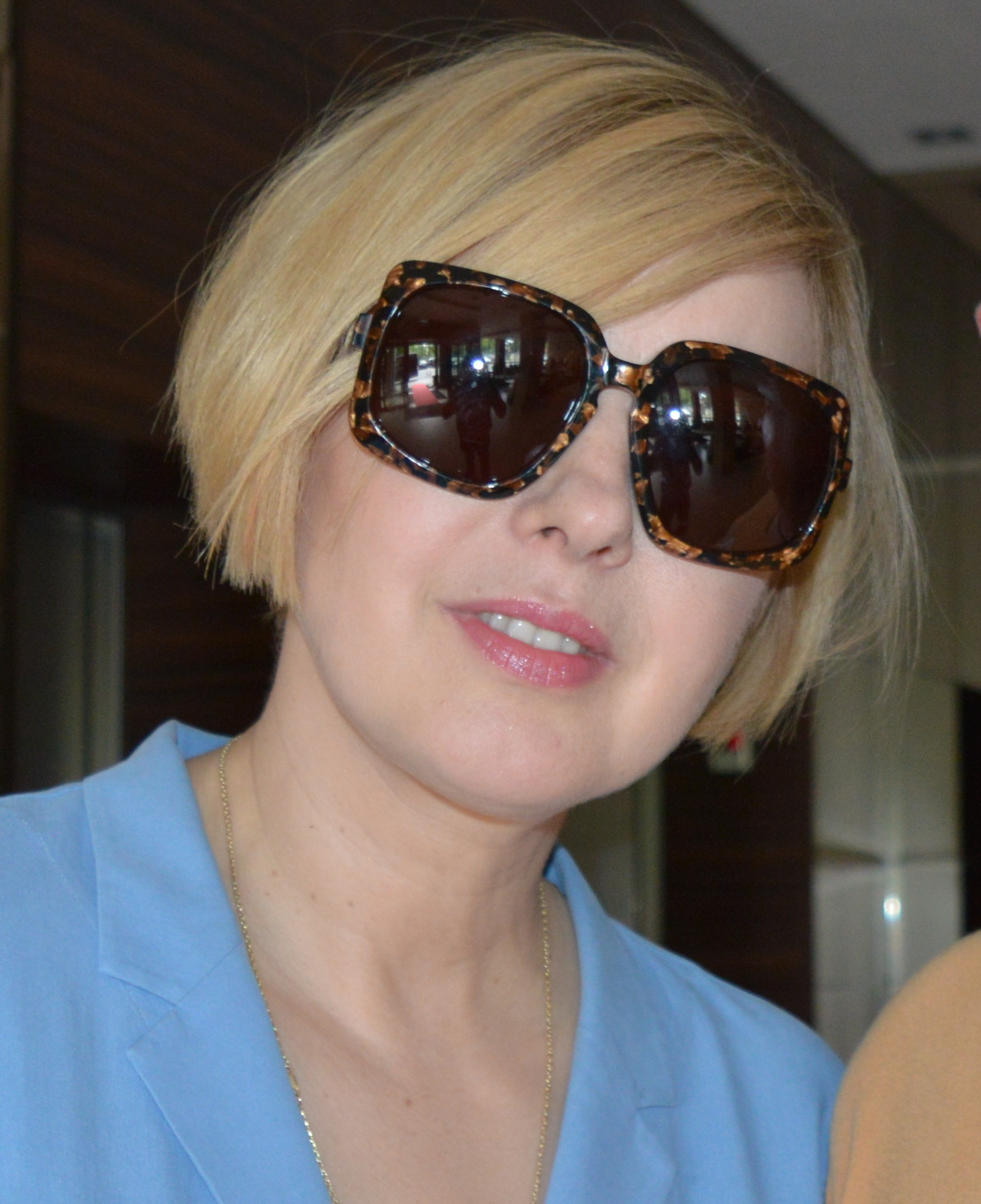
Edyta Bartosiewicz, gość w utworach „Moja i twoja nadzieja” (1993) i „Moja i twoja nadzieja ’97” (1997)

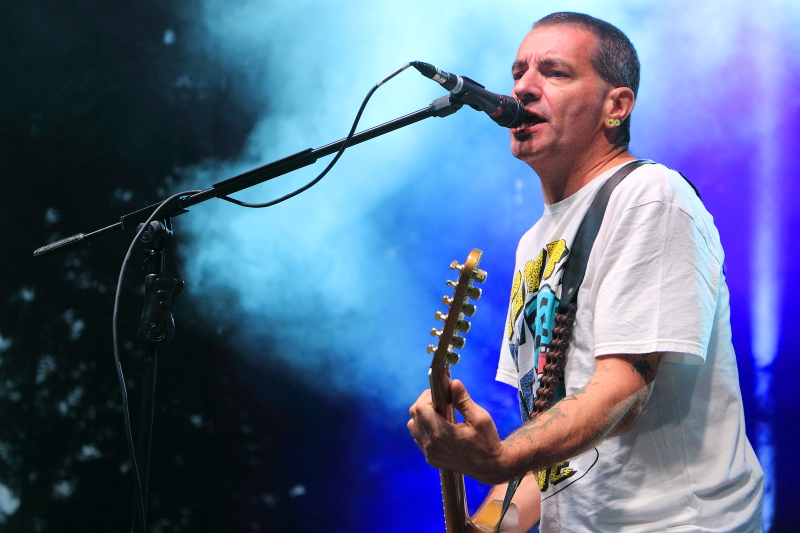
Andrzej Kraiński, gość w wersji akustycznej utworu „Moja i twoja nadzieja” (1993)

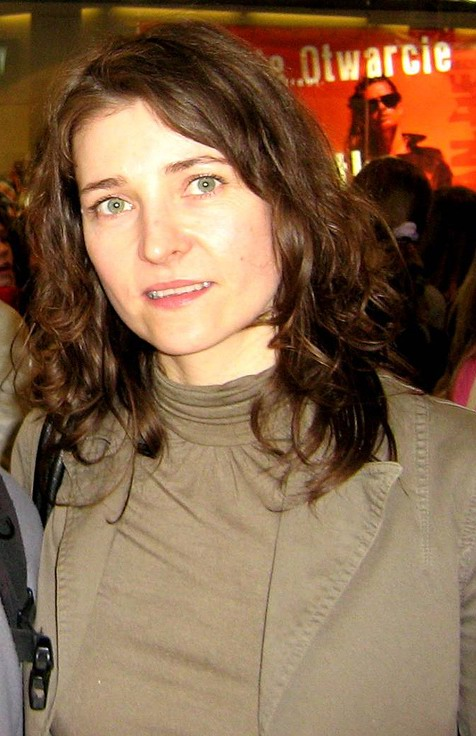
Renata Dąbkowska, gość w utworze „Moja i twoja nadzieja ’97” (1997)

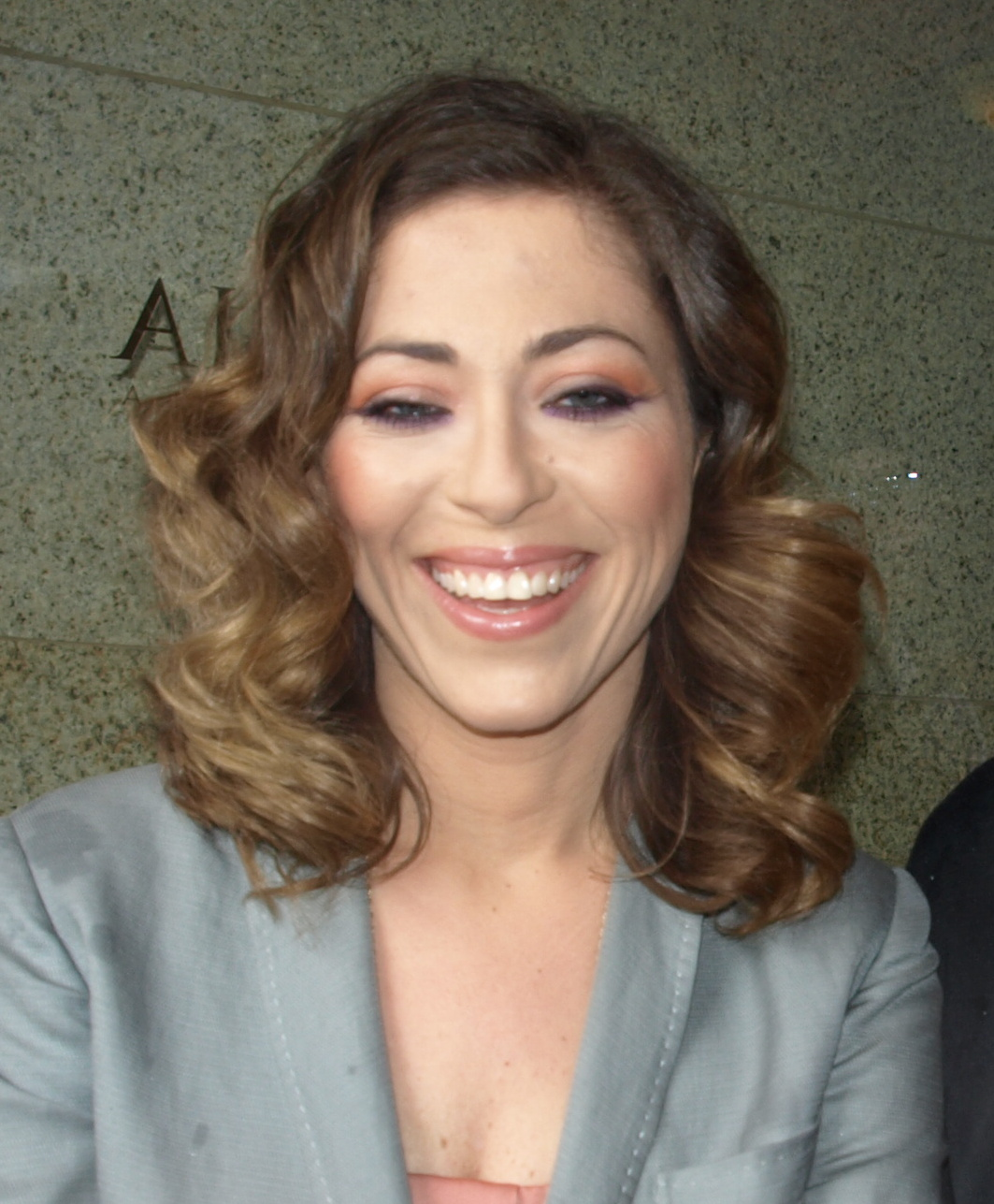
Natalia Kukulska, gość w utworze „Moja i twoja nadzieja ’97” (1997)

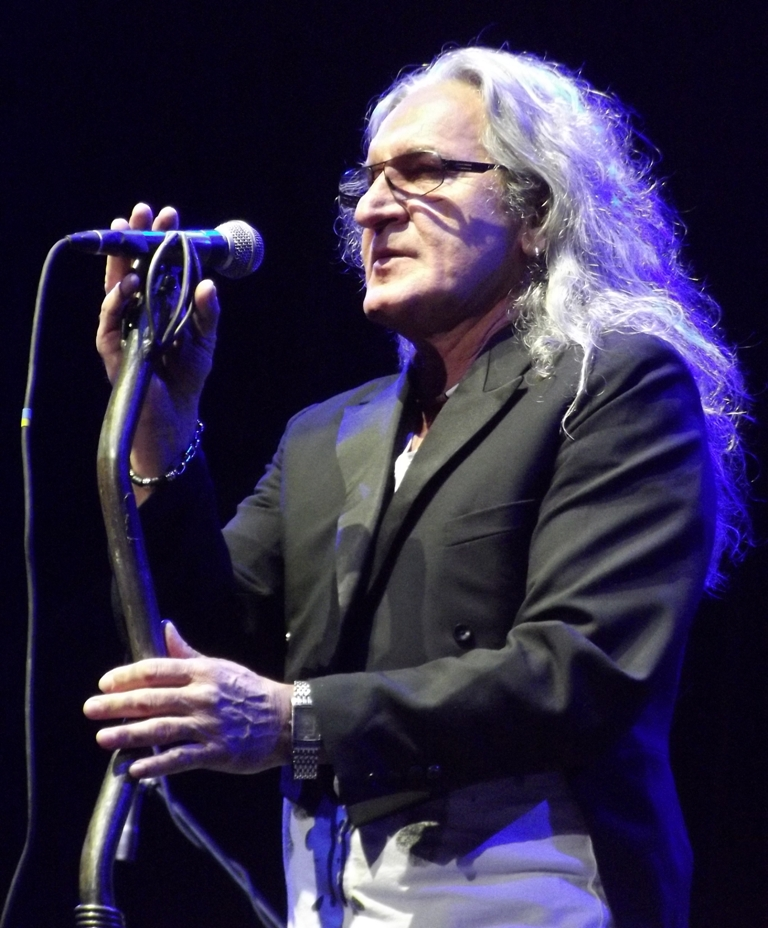
Grzegorz Markowski, gość w utworze „Moja i twoja nadzieja ’97” (1997)

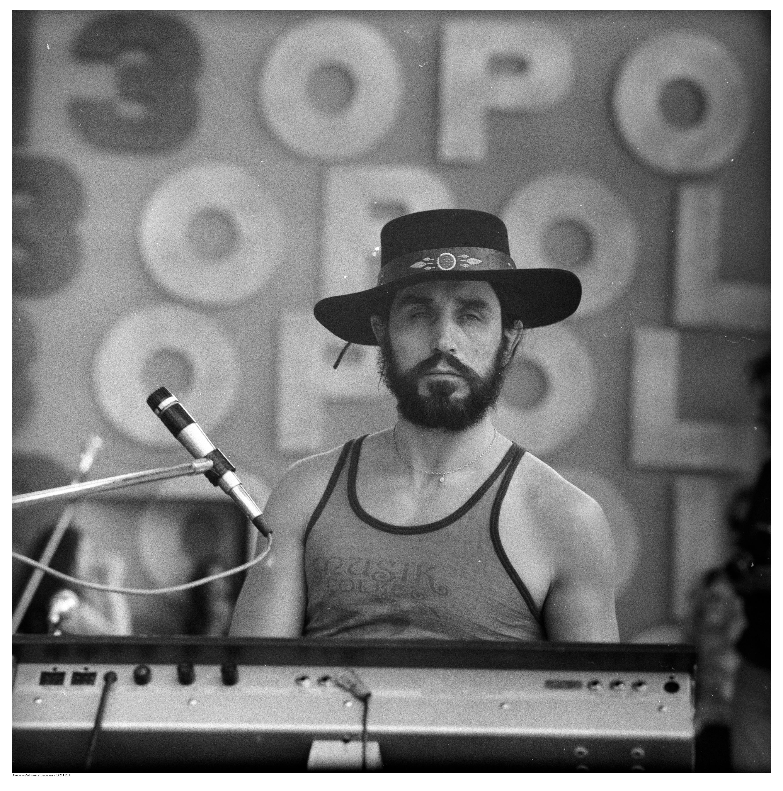
Czesław Niemen, gość w utworze „Moja i twoja nadzieja ’97” (1997)

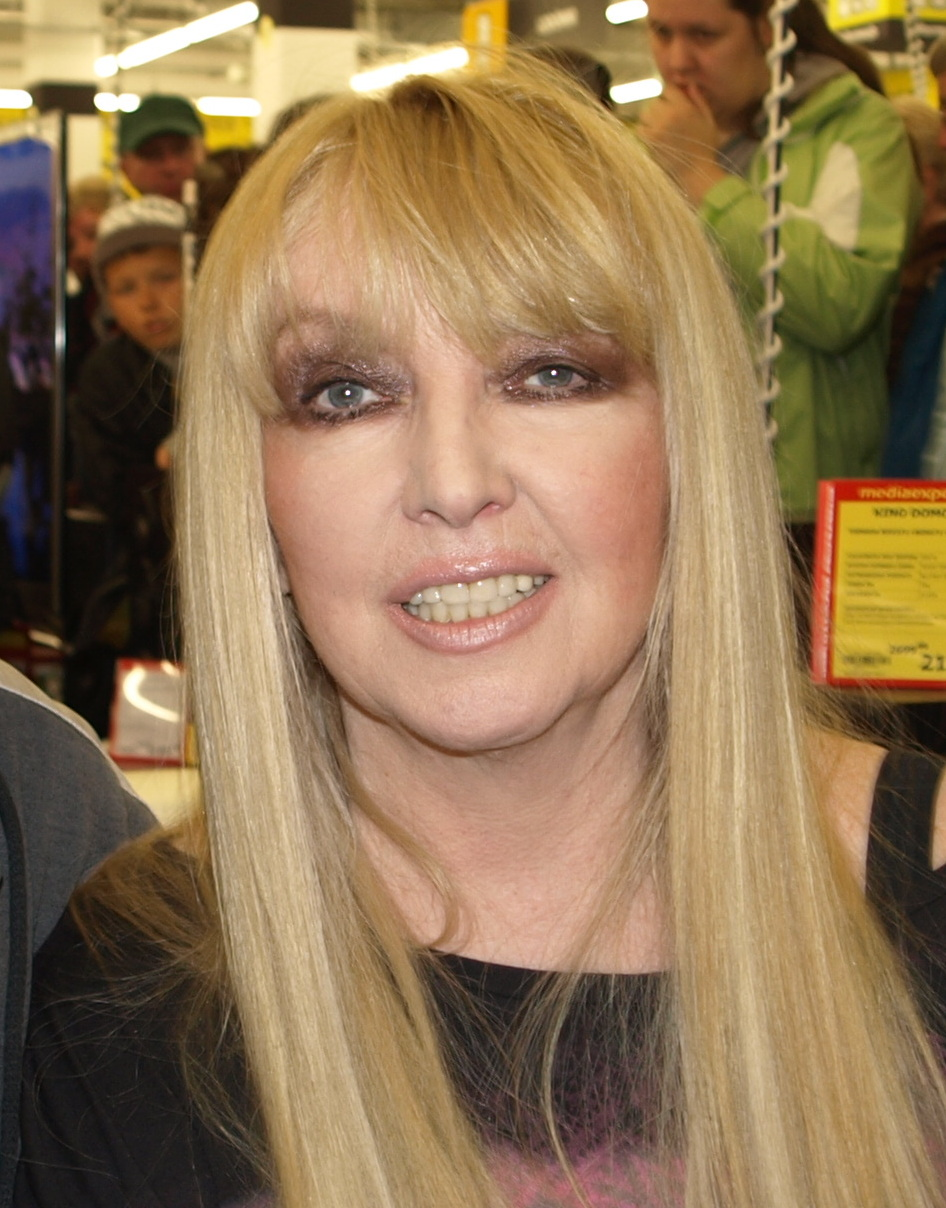
Maryla Rodowicz, gość w utworze „Moja i twoja nadzieja ’97” (1997)

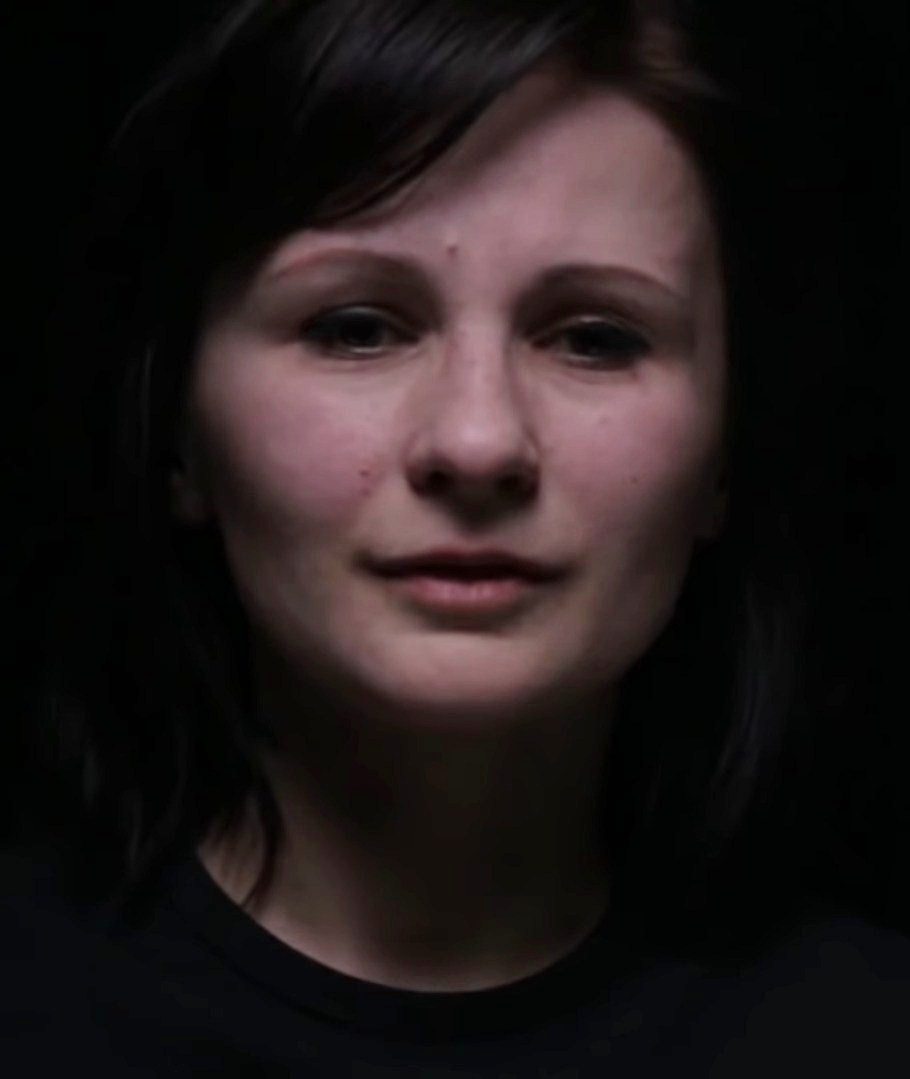
Anna Świątczak, gość w utworze „Moja i twoja nadzieja ’97” (1997)

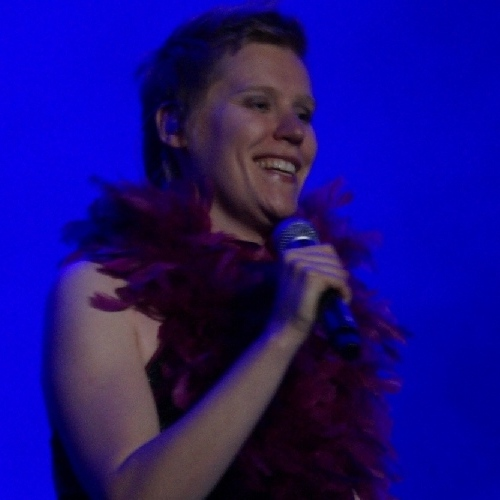
Gaba Kulka, gość, kompozytorka i autorka tekstu „Z przyczyn technicznych” (2012)

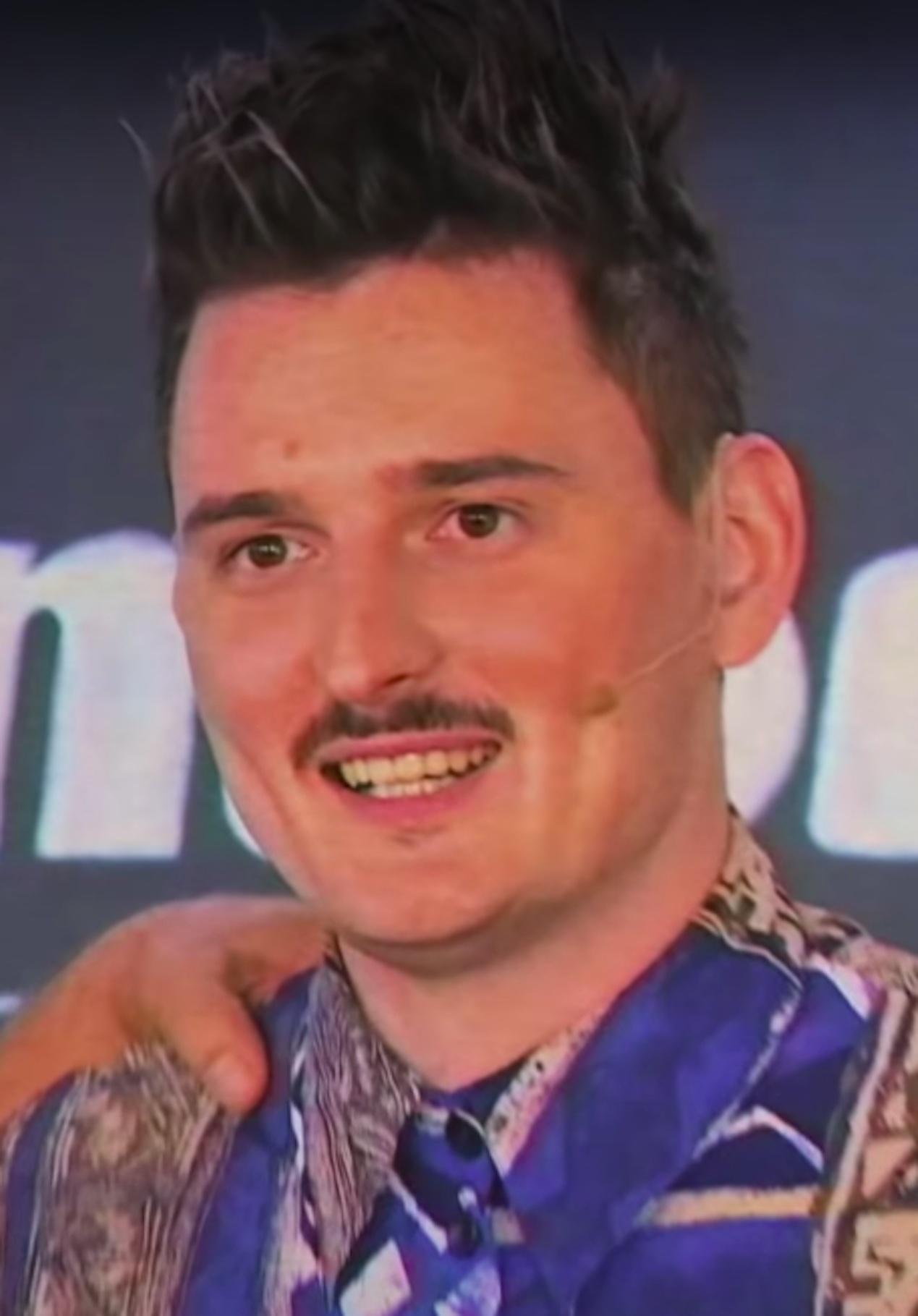
Dawid Podsiadło, gość w utworze „BŁYSK.adło” (2017)

|  | Cover utworu innego wykonawcy |

| Tytuł | Muzyka                                                       | Tekst                     | Album/minialbum                        | Rok                   | Źr.                   |
| Utwory polskojęzyczne | Utwory polskojęzyczne                                        | Utwory polskojęzyczne     | Utwory polskojęzyczne                  | Utwory polskojęzyczne | Utwory polskojęzyczne |
| --- | ------------------------------------------------------------ | ------------------------- | -------------------------------------- | --------------------- | --------------------- |
| „…że się Kupidyn tobą interesuje” | Paweł Krawczyk Katarzyna Nosowska Marcin Zabrocki            | Katarzyna Nosowska        | Do rycerzy, do szlachty, doo mieszczan | 2012                  | [ 1 ]                 |
| „[sic!]” | Jacek Chrzanowski                                            | Katarzyna Nosowska        | [sic!]                                 | 2001                  | [ 2 ]                 |
| „[sic!]” | Jacek Chrzanowski                                            | Katarzyna Nosowska        | CDN                                    | 2017                  | [ 3 ]                 |
| „2015” | Jacek Chrzanowski Jakub Galiński                             | Katarzyna Nosowska        | Błysk                                  | 2016                  | [ 4 ]                 |
| „2015” | Jacek Chrzanowski Jakub Galiński                             | Katarzyna Nosowska        | CDN                                    | 2017                  | [ 3 ]                 |
| „4 pory” | Piotr Banach                                                 | Katarzyna Nosowska        | Hey                                    | 1999                  | [ 5 ]                 |
| „4 pory” | Piotr Banach                                                 | Katarzyna Nosowska        | CDN                                    | 2017                  | [ 3 ]                 |
| „A ty?” | Paweł Krawczyk Katarzyna Nosowska                            | Katarzyna Nosowska        | Echosystem                             | 2005                  | [ 6 ]                 |
| „A ty?” | Paweł Krawczyk Katarzyna Nosowska                            | Katarzyna Nosowska        | CDN                                    | 2017                  | [ 3 ]                 |
| „Anioł” | Piotr Banach                                                 | Katarzyna Nosowska        | Heledore?                              | 1995                  | [ 7 ] [ 8 ]           |
| „Antiba” | Katarzyna Nosowska                                           | Katarzyna Nosowska        | [sic!]                                 | 2001                  | [ 2 ]                 |
| „Bezruch” | Marcin Macuk Katarzyna Nosowska                              | Katarzyna Nosowska        | —                                      | 2025                  | [ 9 ]                 |
| „Bez chorągwi” | Paweł Krawczyk Katarzyna Nosowska Marcin Zabrocki            | Katarzyna Nosowska        | Do rycerzy, do szlachty, doo mieszczan | 2012                  | [ 1 ]                 |
| „Błysk” | Jacek Chrzanowski                                            | Katarzyna Nosowska        | Błysk                                  | 2016                  | [ 4 ]                 |
| „BŁYSK.adło” (gościnnie: Dawid Podsiadło) | Marcin Macuk                                                 | Katarzyna Nosowska        | —                                      | 2017                  | [ 10 ]                |
| „Boję się o nas” | Paweł Krawczyk Katarzyna Nosowska                            | Katarzyna Nosowska        | Miłość! Uwaga! Ratunku! Pomocy!        | 2009                  | [ 11 ]                |
| „Byłabym” | Paweł Krawczyk                                               | Katarzyna Nosowska        | Echosystem                             | 2005                  | [ 6 ]                 |
| „Byłabym” | Paweł Krawczyk                                               | Katarzyna Nosowska        | CDN                                    | 2017                  | [ 3 ]                 |
| „Całą noc” | Paweł Krawczyk Katarzyna Nosowska                            | Katarzyna Nosowska        | Echosystem                             | 2005                  | [ 6 ]                 |
| „Chiński urzędnik państwowy” | Paweł Krawczyk Katarzyna Nosowska                            | Katarzyna Nosowska        | Miłość! Uwaga! Ratunku! Pomocy!        | 2009                  | [ 11 ]                |
| „Chyba” | Piotr Banach                                                 | Katarzyna Nosowska        | Ho!                                    | 1994                  | [ 12 ]                |
| „Cisza, ja i czas” | Paweł Krawczyk                                               | Katarzyna Nosowska        | [sic!]                                 | 2001                  | [ 2 ]                 |
| „Cisza, ja i czas” | Paweł Krawczyk                                               | Katarzyna Nosowska        | CDN                                    | 2017                  | [ 3 ]                 |
| „Co tam?” | Paweł Krawczyk Katarzyna Nosowska                            | Katarzyna Nosowska        | Do rycerzy, do szlachty, doo mieszczan | 2012                  | [ 1 ]                 |
| „Cudownie” | Piotr Banach                                                 | Katarzyna Nosowska        | Ho!                                    | 1994                  | [ 12 ]                |
| „Cudzoziemka w raju kobiet” | Paweł Krawczyk                                               | Katarzyna Nosowska        | [sic!]                                 | 2001                  | [ 2 ]                 |
| „Cudzoziemka w raju kobiet” | Paweł Krawczyk                                               | Katarzyna Nosowska        | CDN                                    | 2017                  | [ 3 ]                 |
| „Cud” | Paweł Krawczyk Katarzyna Nosowska                            | Katarzyna Nosowska        | Błysk                                  | 2016                  | [ 4 ]                 |
| „Czas spełnienia” | Piotr Banach Paweł Gawroński                                 | Piotr Banach              | Hey                                    | 1999                  | [ 5 ]                 |
| „Czy czy czy” | Piotr Banach                                                 | Katarzyna Nosowska        | Karma                                  | 1997                  | [ 13 ]                |
| „Dalej” | Paweł Krawczyk Katarzyna Nosowska                            | Katarzyna Nosowska        | Błysk                                  | 2016                  | [ 4 ]                 |
| „Do rycerzy, do szlachty, do mieszczan” | Paweł Krawczyk Katarzyna Nosowska Marcin Zabrocki            | Katarzyna Nosowska        | Do rycerzy, do szlachty, doo mieszczan | 2012                  | [ 1 ]                 |
| „Do rycerzy, do szlachty, do mieszczan” | Paweł Krawczyk Katarzyna Nosowska Marcin Zabrocki            | Katarzyna Nosowska        | CDN                                    | 2017                  | [ 3 ]                 |
| „Dolly” | Paweł Krawczyk                                               | Katarzyna Nosowska        | [sic!]                                 | 2001                  | [ 2 ]                 |
| „Dorosłość jak początek umierania” | Piotr Banach                                                 | Katarzyna Nosowska        | ?                                      | 1995                  | [ 8 ]                 |
| „Dosyć poważnie” | Piotr Banach                                                 | Katarzyna Nosowska        | Karma                                  | 1997                  | [ 13 ]                |
| „Eksperyment” | Piotr Banach                                                 | Katarzyna Nosowska        | Fire                                   | 1993                  | [ 14 ]                |
| „Eksperyment” | Piotr Banach                                                 | Katarzyna Nosowska        | CDN                                    | 2017                  | [ 3 ]                 |
| „Faza delta” | Paweł Krawczyk Katarzyna Nosowska                            | Katarzyna Nosowska        | Miłość! Uwaga! Ratunku! Pomocy!        | 2009                  | [ 11 ]                |
| „Faza delta” | Paweł Krawczyk Katarzyna Nosowska                            | Katarzyna Nosowska        | CDN                                    | 2017                  | [ 3 ]                 |
| „Fotografia” | Katarzyna Nosowska                                           | Katarzyna Nosowska        | [sic!]                                 | 2001                  | [ 2 ]                 |
| „Gdy mnie sen zmorzy” | Piotr Banach                                                 | Katarzyna Nosowska        | ?                                      | 1995                  | [ 8 ]                 |
| „Gdzie jesteś, gdzie jestem?” | Paweł Krawczyk Marcin Macuk                                  | Katarzyna Nosowska        | CDN                                    | 2017                  | [ 3 ]                 |
| „Hej hej hej” | Marcin Macuk                                                 | Katarzyna Nosowska        | Błysk                                  | 2016                  | [ 4 ]                 |
| „Historie” | Paweł Krawczyk Katarzyna Nosowska Bartosz Dziedzic           | Katarzyna Nosowska        | Błysk                                  | 2016                  | [ 4 ]                 |
| „Historie” | Paweł Krawczyk Katarzyna Nosowska Bartosz Dziedzic           | Katarzyna Nosowska        | CDN                                    | 2017                  | [ 3 ]                 |
| „Ho” | Piotr Banach                                                 | Katarzyna Nosowska        | Ho!                                    | 1994                  | [ 12 ]                |
| „I tak w kółko” | Paweł Krawczyk Katarzyna Nosowska                            | Katarzyna Nosowska        | Błysk                                  | 2016                  | [ 4 ]                 |
| „Ja sowa” | Piotr Banach                                                 | Katarzyna Nosowska        | Ho!                                    | 1994                  | [ 12 ]                |
| „Ja sowa” | Piotr Banach                                                 | Katarzyna Nosowska        | CDN                                    | 2017                  | [ 3 ]                 |
| „Je-łe” | Piotr Banach                                                 | Katarzyna Nosowska        | ?                                      | 1995                  | [ 8 ]                 |
| „Jeśli łaska” | Piotr Banach                                                 | Katarzyna Nosowska        | Hey                                    | 1999                  | [ 5 ]                 |
| „Karą będzie lęk” | Piotr Banach                                                 | Katarzyna Nosowska        | Fire                                   | 1993                  | [ 14 ]                |
| „Katasza” | Jacek Chrzanowski                                            | Katarzyna Nosowska        | Karma                                  | 1997                  | [ 13 ]                |
| „Katasza” | Jacek Chrzanowski                                            | Katarzyna Nosowska        | CDN                                    | 2017                  | [ 3 ]                 |
| „Klus Mitroh” | Lech Janerka                                                 | Lech Janerka              | Koncertowy                             | 2003                  | [ 15 ]                |
| „Kropla” | Piotr Banach                                                 | Katarzyna Nosowska        | ?                                      | 1995                  | [ 8 ]                 |
| „Kto tam? Kto jest w środku?” | Paweł Krawczyk Katarzyna Nosowska                            | Katarzyna Nosowska        | Miłość! Uwaga! Ratunku! Pomocy!        | 2009                  | [ 11 ]                |
| „Kto tam? Kto jest w środku?” | Paweł Krawczyk Katarzyna Nosowska                            | Katarzyna Nosowska        | CDN                                    | 2017                  | [ 3 ]                 |
| „Ku słońcu” | Paweł Krawczyk Katarzyna Nosowska                            | Katarzyna Nosowska        | Błysk                                  | 2016                  | [ 4 ]                 |
| „Leżę tu, leżeć chcę” | Katarzyna Nosowska                                           | Katarzyna Nosowska        | Echosystem                             | 2005                  | [ 6 ]                 |
| „Lilia, kula i cyrkiel” | Paweł Krawczyk Katarzyna Nosowska                            | Katarzyna Nosowska        | Do rycerzy, do szlachty, doo mieszczan | 2012                  | [ 1 ]                 |
| „List” | Jacek Chrzanowski                                            | Katarzyna Nosowska        | Heledore?                              | 1995                  | [ 7 ] [ 8 ]           |
| „List” | Jacek Chrzanowski                                            | Katarzyna Nosowska        | CDN                                    | 2017                  | [ 3 ]                 |
| „Lot pszczoły nad tymiankiem” | Jacek Chrzanowski Katarzyna Nosowska Marcin Zabrocki         | Katarzyna Nosowska        | Do rycerzy, do szlachty, doo mieszczan | 2012                  | [ 1 ]                 |
| „Luli Lali” | Marcin Żabiełowicz Katarzyna Nosowska                        | Katarzyna Nosowska        | Echosystem                             | 2005                  | [ 6 ]                 |
| „Mahjong” | Paweł Krawczyk Katarzyna Nosowska                            | Katarzyna Nosowska        | Music Music                            | 2003                  | [ 16 ]                |
| „Maliny się kończą” | Piotr Banach                                                 | Katarzyna Nosowska        | Ho!                                    | 1994                  | [ 12 ]                |
| „Mamjakty” | Piotr Banach                                                 | Katarzyna Nosowska        | Hey                                    | 1999                  | [ 5 ]                 |
| „Manto” | Paweł Krawczyk Katarzyna Nosowska                            | Katarzyna Nosowska        | Music Music                            | 2003                  | [ 16 ]                |
| „Mataforgana” | Paweł Krawczyk Katarzyna Nosowska                            | Katarzyna Nosowska        | Music Music                            | 2003                  | [ 16 ]                |
| „Mehehe” | Paweł Krawczyk Katarzyna Nosowska                            | Katarzyna Nosowska        | Music Music                            | 2003                  | [ 16 ]                |
| „Miglanc” | Paweł Krawczyk                                               | Katarzyna Nosowska        | Music Music                            | 2003                  | [ 16 ]                |
| „Mikimoto – król piekeł” | Paweł Krawczyk                                               | Katarzyna Nosowska        | [sic!]                                 | 2001                  | [ 2 ]                 |
| „Miłość! Uwaga! Ratunku! Pomocy!” | Paweł Krawczyk Katarzyna Nosowska                            | Katarzyna Nosowska        | Miłość! Uwaga! Ratunku! Pomocy!        | 2009                  | [ 11 ]                |
| „Mimo wszystko” | Paweł Krawczyk                                               | Katarzyna Nosowska        | Echosystem                             | 2005                  | [ 6 ]                 |
| „Mimo wszystko” | Paweł Krawczyk                                               | Katarzyna Nosowska        | CDN                                    | 2017                  | [ 3 ]                 |
| „Misie” | Piotr Banach                                                 | Katarzyna Nosowska        | —                                      | 1993                  | [ 17 ]                |
| „Misie” | Piotr Banach                                                 | Katarzyna Nosowska        | Ho!                                    | 1994                  | [ 12 ]                |
| „Misie” | Piotr Banach                                                 | Katarzyna Nosowska        | CDN                                    | 2017                  | [ 3 ]                 |
| „Miss Ouri” | Paweł Krawczyk Katarzyna Nosowska                            | Katarzyna Nosowska        | Music Music                            | 2003                  | [ 16 ]                |
| „Missy Seepy” | Paweł Krawczyk Katarzyna Nosowska                            | Katarzyna Nosowska        | Music Music                            | 2003                  | [ 16 ]                |
| „Moja i twoja nadzieja” (w wersji pierwszej gościnnie: Edyta Bartosiewicz; w wersji drugiej, akustycznej, gościnnie: Andrzej Kraiński)                                                                          | Piotr Banach                                                 | Katarzyna Nosowska        | Fire                                   | 1993                  | [ 14 ]                |
| „Moja i twoja nadzieja” (w wersji pierwszej gościnnie: Edyta Bartosiewicz; w wersji drugiej, akustycznej, gościnnie: Andrzej Kraiński)                                                                          | Piotr Banach                                                 | Katarzyna Nosowska        | Fire                                   | 1993                  | [ 14 ]                |
| „Moja i twoja nadzieja” (w wersji pierwszej gościnnie: Edyta Bartosiewicz; w wersji drugiej, akustycznej, gościnnie: Andrzej Kraiński)                                                                          | Piotr Banach                                                 | Katarzyna Nosowska        | CDN                                    | 2017                  | [ 3 ]                 |
| „Moja i twoja nadzieja ’97” (gościnnie: Edyta Bartosiewicz, Renata Dąbkowska, Patrycja Kosiarkiewicz, Natalia Kukulska, Grzegorz Markowski, Czesław Niemen, Joanna Prykowska, Maryla Rodowicz i Anna Świątczak) | Piotr Banach                                                 | Katarzyna Nosowska        | —                                      | 1997                  | [ 18 ]                |
| „Moll” | Paweł Krawczyk Katarzyna Nosowska                            | Katarzyna Nosowska        | Music Music                            | 2003                  | [ 16 ]                |
| „Moogie” | Paweł Krawczyk Katarzyna Nosowska                            | Katarzyna Nosowska        | Music Music                            | 2003                  | [ 16 ]                |
| „Morf&na” | Paweł Krawczyk Katarzyna Nosowska                            | Katarzyna Nosowska        | Music Music                            | 2003                  | [ 16 ]                |
| „Mówię” | Paweł Krawczyk                                               | Katarzyna Nosowska        | Echosystem                             | 2005                  | [ 6 ]                 |
| „Muka!” | Paweł Krawczyk Katarzyna Nosowska                            | Katarzyna Nosowska        | Music Music                            | 2003                  | [ 16 ]                |
| „Muka!” | Paweł Krawczyk Katarzyna Nosowska                            | Katarzyna Nosowska        | CDN                                    | 2017                  | [ 3 ]                 |
| „Musli” | Piotr Banach                                                 | Katarzyna Nosowska        | Heledore?                              | 1995                  | [ 7 ] [ 8 ]           |
| „Mru-Mru” | Paweł Krawczyk Katarzyna Nosowska                            | Katarzyna Nosowska        | Music Music                            | 2003                  | [ 16 ]                |
| „Na wieczność” | Paweł Krawczyk                                               | Katarzyna Nosowska        | Echosystem                             | 2005                  | [ 6 ]                 |
| „Najważniejsze” | Piotr Banach                                                 | Piotr Banach              | Hey                                    | 1999                  | [ 5 ]                 |
| „Nie wierzę (Jackowi Cz.)” | Marcin Żabiełowicz                                           | Katarzyna Nosowska        | Echosystem                             | 2005                  | [ 6 ]                 |
| „Nie więcej” | Marcin Żabiełowicz Katarzyna Nosowska                        | Katarzyna Nosowska        | Miłość! Uwaga! Ratunku! Pomocy!        | 2009                  | [ 11 ]                |
| „Niekoniecznie o mężczyźnie” | Piotr Banach                                                 | Katarzyna Nosowska        | Ho!                                    | 1994                  | [ 12 ]                |
| „O drugim policzku” | Marcin Żabiełowicz                                           | Katarzyna Nosowska        | Ho!                                    | 1994                  | [ 12 ]                |
| „O podglądaniu” | Piotr Banach                                                 | Katarzyna Nosowska        | Karma                                  | 1997                  | [ 13 ]                |
| „O suszeniu” | Jacek Chrzanowski                                            | Katarzyna Nosowska        | Karma                                  | 1997                  | [ 13 ]                |
| „Pea Sorela” | Jacek Chrzanowski                                            | Katarzyna Nosowska        | [sic!]                                 | 2001                  | [ 2 ]                 |
| „Piersi ćwierć” | Paweł Krawczyk Katarzyna Nosowska Marcin Bors                | Katarzyna Nosowska        | Miłość! Uwaga! Ratunku! Pomocy!        | 2009                  | [ 11 ]                |
| „Piękna pani z czółenkiem” | Jacek Chrzanowski                                            | Katarzyna Nosowska        | Hey                                    | 1999                  | [ 5 ]                 |
| „Podobno” | Paweł Krawczyk Katarzyna Nosowska                            | Katarzyna Nosowska        | Do rycerzy, do szlachty, doo mieszczan | 2012                  | [ 1 ]                 |
| „Pomyłka S.” | Piotr Banach                                                 | Katarzyna Nosowska        | Hey                                    | 1999                  | [ 5 ]                 |
| „Prawda” | Piotr Banach                                                 | Katarzyna Nosowska        | ?                                      | 1995                  | [ 8 ]                 |
| „Prelud deszczowy” | Jacek Chrzanowski                                            | Katarzyna Nosowska        | [sic!]                                 | 2001                  | [ 2 ]                 |
| „Prędko, prędzej” | Paweł Krawczyk Katarzyna Nosowska                            | Katarzyna Nosowska        | Błysk                                  | 2016                  | [ 4 ]                 |
| „Prędko, prędzej” | Paweł Krawczyk Katarzyna Nosowska                            | Katarzyna Nosowska        | CDN                                    | 2017                  | [ 3 ]                 |
| „R.e.r.e.” | Marcin Żabiełowicz                                           | Katarzyna Nosowska        | ?                                      | 1995                  | [ 8 ]                 |
| „Romans Petitem” | Paweł Krawczyk                                               | Katarzyna Nosowska        | [sic!]                                 | 2001                  | [ 2 ]                 |
| „Sio” | Piotr Banach                                                 | Katarzyna Nosowska        | Karma                                  | 1997                  | [ 13 ]                |
| „SOS” | Paweł Krawczyk Katarzyna Nosowska                            | Katarzyna Nosowska        | Echosystem                             | 2005                  | [ 6 ]                 |
| „Stygnę” | Paweł Krawczyk Katarzyna Nosowska                            | Katarzyna Nosowska        | Miłość! Uwaga! Ratunku! Pomocy!        | 2009                  | [ 11 ]                |
| „Szum” | Paweł Krawczyk Katarzyna Nosowska                            | Katarzyna Nosowska        | Błysk                                  | 2016                  | [ 4 ]                 |
| „Tak czy inaczej” | Piotr Banach                                                 | Katarzyna Nosowska        | Hey                                    | 1999                  | [ 5 ]                 |
| „Teksański” | Piotr Banach                                                 | Katarzyna Nosowska        | Fire                                   | 1993                  | [ 14 ]                |
| „Teksański” | Piotr Banach                                                 | Katarzyna Nosowska        | CDN                                    | 2017                  | [ 3 ]                 |
| „To co czujesz” | Robert Brylewski                                             | Tomasz Lipiński           | Hey                                    | 1999                  | [ 5 ]                 |
| „To trzeba lubić” | Marcin Żabiełowicz                                           | Katarzyna Nosowska        | Karma                                  | 1997                  | [ 13 ]                |
| „To tu” | Paweł Krawczyk Katarzyna Nosowska                            | Katarzyna Nosowska        | Echosystem                             | 2005                  | [ 6 ]                 |
| „Ty, ty, ty” | Jacek Chrzanowski Katarzyna Nosowska                         | Katarzyna Nosowska        | Echosystem                             | 2005                  | [ 6 ]                 |
| „Umieraj stąd” | Paweł Krawczyk Katarzyna Nosowska                            | Katarzyna Nosowska        | Miłość! Uwaga! Ratunku! Pomocy!        | 2009                  | [ 11 ]                |
| „Umieraj stąd” | Paweł Krawczyk Katarzyna Nosowska                            | Katarzyna Nosowska        | CDN                                    | 2017                  | [ 3 ]                 |
| „Vanitas” | Paweł Krawczyk Katarzyna Nosowska                            | Katarzyna Nosowska        | Miłość! Uwaga! Ratunku! Pomocy!        | 2009                  | [ 11 ]                |
| „Wczesna jesień” | Piotr Banach                                                 | Katarzyna Nosowska        | ?                                      | 1995                  | [ 8 ]                 |
| „W imieniu dam” | Paweł Krawczyk Katarzyna Nosowska                            | Katarzyna Nosowska        | Echosystem                             | 2005                  | [ 6 ]                 |
| „Wieliczka” | Paweł Krawczyk Katarzyna Nosowska Marcin Zabrocki            | Katarzyna Nosowska        | Do rycerzy, do szlachty, doo mieszczan | 2012                  | [ 1 ]                 |
| „Wielki węzeł” | Piotr Banach                                                 | Katarzyna Nosowska        | Hey                                    | 1999                  | [ 5 ]                 |
| „Wilk vs. kot” | Paweł Krawczyk Katarzyna Nosowska                            | Katarzyna Nosowska        | Do rycerzy, do szlachty, doo mieszczan | 2012                  | [ 1 ]                 |
| „Woda” | Paweł Krawczyk Katarzyna Nosowska Marcin Zabrocki            | Katarzyna Nosowska        | Do rycerzy, do szlachty, doo mieszczan | 2012                  | [ 1 ]                 |
| „Wodolanki” | Marcin Żabiełowicz                                           | Katarzyna Nosowska        | Karma                                  | 1997                  | [ 13 ]                |
| „Wycofanie” | Piotr Banach                                                 | Katarzyna Nosowska        | Hey                                    | 1999                  | [ 5 ]                 |
| „Z jednej krwi” | Piotr Banach                                                 | Katarzyna Nosowska        | Heledore                               | 1995                  | [ 7 ]                 |
| „Z przyczyn technicznych” (gościnnie: Gaba Kulka) | Paweł Krawczyk Katarzyna Nosowska Marcin Zabrocki Gaba Kulka | Gaba Kulka                | Do rycerzy, do szlachty, doo mieszczan | 2012                  | [ 1 ]                 |
| „Z rejestru strasznych snów” | Paweł Krawczyk                                               | Katarzyna Nosowska        | [sic!]                                 | 2001                  | [ 2 ]                 |
| „Zakochani” | Piotr Banach                                                 | Katarzyna Nosowska        | Karma                                  | 1997                  | [ 13 ]                |
| „Zakryty mam wstyd” | Piotr Banach                                                 | Katarzyna Nosowska        | Hey                                    | 1999                  | [ 5 ]                 |
| „Zazdrość” | Piotr Banach                                                 | Katarzyna Nosowska        | Fire                                   | 1993                  | [ 14 ]                |
| „Zazdrość” | Piotr Banach                                                 | Katarzyna Nosowska        | CDN                                    | 2017                  | [ 3 ]                 |
| „Zeroekran” | Paweł Krawczyk                                               | Katarzyna Nosowska        | [sic!]                                 | 2001                  | [ 2 ]                 |
| „Zobaczysz” | Piotr Banach                                                 | Edward Stachura           | Fire                                   | 1993                  | [ 14 ]                |
| „Że” | Piotr Banach                                                 | Katarzyna Nosowska        | Karma                                  | 1997                  | [ 13 ]                |
| „Że” | Piotr Banach                                                 | Katarzyna Nosowska        | CDN                                    | 2017                  | [ 3 ]                 |
| Utwory anglojęzyczne |                                                              |                           |                                        |                       |                       |
| „A Letter” | Jacek Chrzanowski                                            | Katarzyna Nosowska        | Heledore? (wersja anglojęzyczna)       | 1995                  | [ 7 ] [ 19 ]          |
| „As Raindrops Fell” | Piotr Banach                                                 | Katarzyna Nosowska        | Heledore? (wersja anglojęzyczna)       | 1995                  | [ 7 ] [ 8 ] [ 19 ]    |
| „Between” | Piotr Banach                                                 | T.S. Eliot                | Ho!? (wersja anglojęzyczna)            | 1994                  | [ 12 ] [ 19 ]         |
| „Choice” | Piotr Banach                                                 | Katarzyna Nosowska        | Fire                                   | 1993                  | [ 14 ]                |
| „Day of Maturity” | Piotr Banach                                                 | Katarzyna Nosowska        | ? (wersja anglojęzyczna)               | 1995                  | [ 19 ]                |
| „Drops” | Piotr Banach                                                 | Katarzyna Nosowska        | ? (wersja anglojęzyczna)               | 1995                  | [ 19 ]                |
| „Delusions” | Piotr Banach                                                 | Katarzyna Nosowska        | Fire                                   | 1993                  | [ 14 ]                |
| „Desire” | Piotr Banach                                                 | Katarzyna Nosowska        | Fire                                   | 1993                  | [ 14 ]                |
| „Dreams” | Piotr Banach                                                 | Katarzyna Nosowska        | Fire                                   | 1993                  | [ 14 ]                |
| „Early Winter” | Piotr Banach                                                 | Katarzyna Nosowska        | ? (wersja anglojęzyczna)               | 1995                  | [ 19 ]                |
| „Empty Page” | Piotr Banach                                                 | Katarzyna Nosowska        | Ho!? (wersja anglojęzyczna)            | 1994                  | [ 12 ] [ 19 ]         |
| „Fate” | Piotr Banach                                                 | Katarzyna Nosowska        | Fire                                   | 1992                  | [ 14 ]                |
| „Fire of My Soul” | Piotr Banach                                                 | Katarzyna Nosowska        | ? (wersja anglojęzyczna)               | 1995                  | [ 8 ] [ 19 ]          |
| „Flowers for Titus” | Piotr Banach                                                 | Katarzyna Nosowska        | Fire                                   | 1993                  | [ 14 ]                |
| „Guardian Angel” | Piotr Banach                                                 | Katarzyna Nosowska        | ? (wersja anglojęzyczna)               | 1995                  | [ 19 ]                |
| „Hanging on the Telephone” | Jack Lee                                                     | Jack Lee                  | [sic!]                                 | 2001                  | [ 2 ]                 |
| „Have a Nice Day” | Jacek Chrzanowski                                            | Katarzyna Nosowska        | Ho!? (wersja anglojęzyczna)            | 1994                  | [ 12 ] [ 19 ]         |
| „Heledore Babe” | Marcin Żabiełowicz                                           | Katarzyna Nosowska        | Heledore? (wersja anglojęzyczna)       | 1995                  | [ 7 ] [ 8 ] [ 19 ]    |
| „Heledore Babe” (wersja druga) | Marcin Żabiełowicz                                           | Katarzyna Nosowska        | CDN                                    | 2017                  | [ 3 ]                 |
| „I Don’t Know” | Piotr Banach                                                 | Katarzyna Nosowska        | ? (wersja anglojęzyczna)               | 1995                  | [ 8 ] [ 19 ]          |
| „Irish” | Piotr Banach                                                 | Katarzyna Nosowska        | Karma                                  | 1997                  | [ 13 ]                |
| „Is It Strange” | Piotr Banach                                                 | Katarzyna Nosowska        | Ho!                                    | 1994                  | [ 12 ]                |
| „Just Another Day” | Piotr Banach                                                 | Katarzyna Nosowska        | ? (wersja anglojęzyczna)               | 1995                  | [ 8 ] [ 19 ]          |
| „Little Peace” | Piotr Banach                                                 | Katarzyna Nosowska        | Fire                                   | 1993                  | [ 14 ]                |
| „Misery” | Paweł Krawczyk Katarzyna Nosowska                            | Robin Wendell-Żabiełowicz | Music Music                            | 2003                  | [ 16 ]                |
| „Muesli” | Piotr Banach                                                 | Katarzyna Nosowska        | ? (wersja anglojęzyczna)               | 1995                  | [ 19 ]                |
| „Nonsense” | Piotr Banach                                                 | Katarzyna Nosowska        | Fire                                   | 1993                  | [ 14 ]                |
| „One of Them” | Piotr Banach                                                 | Katarzyna Nosowska        | Fire                                   | 1992                  | [ 14 ]                |
| „Saskia’s Life” | Piotr Banach                                                 | Katarzyna Nosowska        | Karma                                  | 1997                  | [ 13 ]                |
| „Schisophrenic Family” | Piotr Banach                                                 | Katarzyna Nosowska        | Fire                                   | 1993                  | [ 14 ]                |
| „Snow White Complex” | Piotr Banach                                                 | Katarzyna Nosowska        | ? (wersja anglojęzyczna)               | 1995                  | [ 19 ]                |
| „That’s a Lie” | Jacek Chrzanowski                                            | Katarzyna Nosowska        | Ho!                                    | 1994                  | [ 12 ]                |
| „Yeah – well” | Piotr Banach                                                 | Katarzyna Nosowska        | ? (wersja anglojęzyczna)               | 1995                  | [ 19 ]                |
| „What About Me” | Piotr Banach                                                 | Katarzyna Nosowska        | Ho!                                    | 1994                  | [ 12 ]                |
| Utwory instrumentalne |                                                              |                           |                                        |                       |                       |
| „’38” | Marek Chrzanowski                                            | —                         | Fire                                   | 1993                  | [ 14 ]                |
| „Karma” | Piotr Banach                                                 | —                         | Karma                                  | 1997                  | [ 13 ]                |